# ویلیام رین مارشال
ویلیام رین مارشال (انگلیسی: William Marshall؛ 29 October 1865 – ۲۹ مهٔ ۱۹۳۹) فرد نظامی اهل بریتانیا بود. وی همچنین برندهٔ جوایزی همچون نشان حمام شده‌است.